# Jiří Jelínek (trumpetista)
Jiří Jelínek (6. července 1922 Tis u Blatna – 16. října 1984 Praha) byl malíř, ilustrátor, jazzový trumpetista a populární zpěvák, jedna z muzikantských legend Divadla Semafor 60. let 20. století.

## Život
Studovaný malíř a ilustrátor (Vysoká škola uměleckoprůmyslová), žák Františka Tichého, byl od mládí vášnivý a výborný muzikant. Na počátku kariéry vystupoval s amatérskými jazzovými soubory, ale již roku 1945 začal hrát profesionálně v orchestrech Karla Vlacha a Gustava Broma. V té době už také zpíval, byl známý svým charakteristickým chraplavým hlasem. Mimo jiné nazpíval spolu s Richardem Kubernátem známou píseň E. F. Buriana a Josefa Grusse „Chlupatý kaktus“. Od Karla Vlacha se dostal do TOČRu (Taneční orchestr Československého rozhlasu). Zároveň působil jako profesionální výtvarník, mimo jiné ilustroval mnoho knih. Do Divadla Semafor se dostal jako náhrada za odcházejícího Waldemara Matušku, který v Semaforu vytvořil úspěšnou dvojici s Evou Pilarovou. Jiří Suchý s Jiřím Šlitrem tuto úspěšnou pěveckou dvojici, která odešla zpívat do nedalekého Divadla Rokoko, nahradila novým duem zpěváků – Janou Malknechtovou a Jiřím Jelínkem. Složili pro ně veleúspěšný hit „Motýl“, jehož nahrávka se stala jednou z nejprodávanějších gramofonových desek té doby. Jelínek pak nazpíval několik dalších semaforských hitů, např. známou píseň „Zčervená“ či song „Bolí mě hlava“, zahrál si i ve filmu Kdyby tisíc klarinetů, s orchestrem Gustava Broma nazpíval řadu evergreenů s texty Josefa Kainara. Byl známý jako výborný imitátor světově proslulého jazzového trumpetisty Louise Armstronga, kterému mohl osobně zazpívat společně s Evou Pilarovou při první i druhé Armstrongově návštěvě v Praze. V roce 1968 včas opustil autobus a vyhnul se tak v Mongolsku tragické nehodě autobusu s Orchestrem Karla Duby, což ho spolu s tehdejšími událostmi v Československu velice psychicky poznamenalo.
V roce 1972 účinkoval jednu sezonu v divadle Rokoko ve svém recitalu Houpací židle spolu s Pavlínou Filipovskou a skupinou Fousy svého syna Jiřího. Sólově vystupoval již jen sporadicky (odmítl se zúčastnit tzv. rekvalifikačních zkoušek u zastupující agentury, což byl vlastně politický pohovor, takže jej agentura dále nenabízela) a vrátil se ve větší míře ke své původní profesi – k malování. Proto také přistoupil na nabídku Československých státních drah, stal se propagačním pracovníkem a byl mu přidělen ateliér, kde vytvořil celou řadu kreseb, ilustrací a olej. pláten. Účastnil se řady vernisáží svých děl (nejčastěji spolu s hercem a výtvarníkem Jiřím Šaškem). Stále více podléhal svým problémům s alkoholem, což se projevilo spolu se špatnou životosprávou na jeho zdravotním stavu. Zemřel v roce 1984 po opakované operaci žaludku. Jako zpěvák a trumpetista je připomínán prostřednictvím televize nebo gramofonových nahrávek.
Vnuk Filip je rovněž hudebníkem, vnučka Kristina je členkou činohry Východočeského divadla Pardubice.

## Filmografie
- Kdyby tisíc klarinetů (1964)
- Vratné lahve (2006 – zpěv: píseň Motýl s Janou Malknechtovou)

## Zjištěná diskografie (nekompletní)
- Richard Kubernát a Jiří Jelínek / Hana Hegerová – Říkají Lidé Někteří / Jak Vypadá Čas. Supraphon 1961. 013251 (7").
- Jana Malknechtová a Jiří Jelínek / Hana Hegerová – Motýl / Z Mého Života. Supraphon 1963. 013220 (7").
- Jiří Jelínek / Karel Gott – Zčervená / Oči Sněhem Zaváté. Supraphon 1963. 013199 (7").
- Jiří Jelínek, Eva Pilarová / Hana Hegerová – Satchmo / Choď Po Špičkách. Supraphon 1964. 013528 (7").
- Milan Chladil / Jiří Jelínek – Toulavá (Danke schön) / Montér Václav. Supraphon 1965. 013617 (7").
- Jiří Jelínek / Lubomír Lipský, Jiří Malát – Montér Václav k Vánocům / Vánoce 1965. 1965. SP 20324 (7" promo).
- Eva Pilarová a Naďa Urbánková / Jiří Jelínek – Amfora / Nejlepší Léta Mého života. Supraphon 1965. 013630 (7").
- Jiří Jelínek Houpací židle / Střílejte. Supraphon 1969. 0-43-0751 (7").
- Jiři Jelinek Motýl Supraphon 2008 VT 8093-2 (digitální album)